# The Renaissance (Super Junior專輯)
《The Renaissance》是韓國演唱團體Super Junior的第十張正規專輯，於2021年3月16日發行，與該組合上一張韓語專輯《Time Slip》相隔1年5個月。此專輯是Super Junior為紀念出道15週年的正規專輯。

## 發行與宣傳
2020年10月26日，Label SJ宣布Super Junior將於11月6日發布正規十輯先行曲《The Melody》音源及MV，並預計於12月發行第十張正規專輯。
2020年11月6日，Super Junior在出道15週年之際，發布正規十輯先行曲《The Melody》音源及MV，是一首讓人回想起過去那天、「口哨」的聲音讓人印象深刻的歌曲，歌詞描述SJ對於大家一起走過15年的感謝之情，以及希望今後也與大家一同歌唱的心意。該曲由利特與藝聲親自參與作詞，使得這首歌更有意義；也公布在同年12月將發行第十張正規專輯。
2020年11月11日Label SJ公佈Super Junior第十張專輯《The Renaissance》的概念照和預告影片。
《The Renaissance》的概念預告通過復古風格的動畫講述了三個性格各異的男人偶然相遇後一起戰勝苦難和逆境，攜手開始全新旅程的故事，Super Junior成員們親自爲這段影片配音，讓預告發佈後就迅速吸引了廣大粉絲點擊觀看。
Super Junior在2020年1月發行的正規九輯後續專輯《TIMELESS》後已經11個月沒有進行音樂活動，此次他們在迎接出道15週年之際推出第十張專輯，讓廣大粉絲對這張新專輯充滿了期待。
2020年12月9日Label SJ表示：「原訂計畫12月發行的Super Junior正規10輯的發售日將延期到2021年1月，因為是紀念Super Junior出道15週年的紀念專輯，為了提高專輯的完成度而不得已做出這個決定。」
2021年1月8日，Label SJ表示為了展現更高完整度的專輯及主打歌，因此宣布Super Junior將延後於2月16日發行正規十輯。2月1日，Label SJ第三度宣布正規十輯延期發行，因此於3月16日正式發行第十張正規專輯《The Renaissance》。
2021年3月16日，Super Junior發行第十張韓語正規專輯 《The Renaissance》，並發布第十張正規專輯主打歌曲《House Party》MV及專輯音源。該專輯發行首日專輯銷量熱賣超過22萬張，突破該組合上張專輯《Time Slip》首日銷量紀錄，並創下唯一一組2000年代出道的韓國偶像組合，專輯初動達到20萬張以上的紀錄；此外，他們的新專輯也在台灣、越南、菲律賓、印度、印尼、新加坡、巴西、秘魯、墨西哥、阿拉伯、波蘭等23個國家的iTunes熱門專輯榜拿下冠軍，是名副其實的銷量王。對出道15年的偶像團體來說，這是無法想像的瘋狂成績！SJ屢次突破自身紀錄，再次證明了韓流帝王的地位。

## 曲目
| 曲序 | 曲目                                | 时长 |
| ---- | ----------------------------------- | ---- |
| 1.   | Super                               | 1:30 |
| 2.   | House Party                         | 4:01 |
| 3.   | Burn The Floor                      | 3:45 |
| 4.   | Paradox                             | 3:16 |
| 5.   | Closer                              | 3:29 |
| 6.   | The Melody                          | 3:11 |
| 7.   | Raining Spell For Love (Remake Ver) | 3:16 |
| 8.   | Mystery                             | 2:57 |
| 9.   | More Days With You                  | 4:13 |
| 10.  | Tell Me Baby                        | 3:09 |

## 榜單成績

### Gaon Chart
| 地區 | 榜單       | 類型     | 停留時間               | 最高位置          | 參考資料 |
| ---- | ---------- | -------- | ---------------------- | ----------------- | -------- |
| 韓國 | Gaon專輯榜 | 專輯週榜 | 2021年3月14日－3月20日 | #1                |          |
| 韓國 | Gaon專輯榜 | 專輯月榜 | 2021年3月              | #2 （433,065張）  |          |
| 韓國 | Gaon專輯榜 | 專輯年榜 | 2021年                 | #29 （442,742張） |          |

## 銷量
該專輯發行首日專輯銷量熱賣超過約22萬6000多張，突破該組合上張專輯《Time Slip》首日銷量紀錄；該專輯初動銷量為26.04萬張，並創下唯一一組2000年代出道的韓國偶像組合，專輯初動達到20萬張以上的紀錄。該專輯在2021年3月銷量為43萬3065張，創下Super Junior歷年專輯單月銷量最高紀錄。